# Держпостач СРСР
Держпоста́ч СРСР (рос. Госснаб СССР) (Державний комітет з матеріально-технічного постачання) — центральний державний орган СРСР, що існував у 1948–1953 і 1965–1991 роках.
Виконував такі функції: реалізація планів матеріально-технічного постачання, розподіл між споживачами продукції за встановленою номенклатурою, забезпечення міжгалузевих кооперованих поставок, контроль своєчасності виконання планів постачання продукції.
Робота Держпостачу СРСР координувалася з Держпланом СРСР (Державний комітет планування), Міністерством фінансів СРСР, галузевими міністерствами та відомствами СРСР і союзних республік.
Основним завданням Держпостачу був розподіл ресурсів, що було важливою державною функцією в умовах відсутності ринку в Радянському Союзі. Держпостач координував розподіл ресурсів, не розподілених п'ятирічним планом. Крім того, Держпостач був відповідальним за оптову торгівлю в Радянському Союзі.
Держпостач був одним із понад двадцяти державних комітетів при Раді Міністрів СРСР, нарівні з іншими господарськими органами, такими як Держплан і Держбанк. Створений на тлі економічних реформ, здійснюваних під керівництвом голови радянського уряду Олексія Косигіна в середині 1960-х, Держпостач координував розподіл тих ресурсів, які не оброблялися Держпланом. Держпостач мав певний успіх у створенні оптової торгової системи, заснованої на прямих договорах між постачальниками і споживачами.

## Організації з матеріально-технічного постачання, збуту і заготівлі
- 1917–1924 — Народний комісаріат продовольства РРФСР (Наркомпрод РРФСР).
  - 1918–1919 — Центральне закупівельне бюро (Центрозакуп) при Наркомпроді РРФСР
  - 1917–1918 — особливий уповноважений з постачання продовольством робітників у підприємствах, що заготовляють паливо країни (Хліболіс) при Наркомпроді РРФСР.
  - 1918–1920 — Головне управління продукторозподілення (Главпродукт) Наркомпроду РРФСР.
  - 1918–1920 — Надзвичайний обласний комітет з продовольства і постачання Півдня Росії (Чокпрод) при Наркомпроді РРФСР.
  - 1918–1919 — Об'єднані бюро російських продовольчих і кооперативних організацій у справах продовольства при Наркомпроді РРФСР.
  - 1919–1922 — Центральна комісія з постачання робітників (Цекорабпостач) при Наркомпроді РРФСР.
- 1922–1925 — Народний комісаріат продовольства СРСР (Наркомпрод СРСР).
- 1922–1924 — Правління державних товарних складів (Держсклад) ВРНГ СРСР.
- 1930–1934 — Народний комісаріат постачання СРСР (Наркомпостач СРСР).
- 1948–1953 — Державний комітет Ради Міністрів СРСР по матеріально-технічному постачанню народного господарства.
- 1951–1953 — Державний комітет Ради Міністрів СРСР з постачання продовольчими та промисловими товарами (Держпродпостач СРСР).
- 1965–1991 — Державний комітет Ради Міністрів СРСР з матеріально-технічного постачання СРСР (Держпостач СРСР).
- 1991 — Міністерство матеріальних ресурсів СРСР.

## Голови Держпостачу СРСР
- 1947–1952 — Каганович Лазар Мойсейович[2] (1893–1991)
- 1952–1953 — Кабанов Іван Григорович (1898–1972)
- 1965–1976 — Димшиць Веніамін Еммануїлович (1910–1993)
- 1976–1985 — Мартинов Микола Васильович (1910–1998)
- 1985–1989 — Воронін Лев Олексійович (1928–2008)
- 1989–1991 — Мостовий Павло Іванович (1931–2000)

## Інститути при Держпостачу СРСР
- 1966–1991 — Науково-дослідний інститут економіки і організації матеріально-технічного постачання (НІІМС) Держпостачу СРСР. З 1991 р. інститут продовжив свою роботу під назвою ІТКОР (Дослідження Товару і Кон'юнктури Оптового Ринку).